# Picentini-hegység
A Picentini-hegység (olaszul: Monti Picentini) az Appenninek egyik vonulata Olaszország Campania régiójában, a Tirrén-tenger partján, a Lattari-hegység és a Partenio-hegység között. 
A hegységet elsősorban mészkő- és dolomitrétegek építik fel, emiatt gyakoriak a karsztjelenségek. A hegységből eredő vízfolyások vagy a Tirrén-tengerbe ömlenek (Tusciano, Picentino), vagy pedig vizüket a Calore Irpino folyó veszi fel.

## Legmagasabb csúcsai
| Név               | Magasság (méter) | Község                                      |
| ----------------- | ---------------- | ------------------------------------------- |
| Cervialto         | 1809             | Calabritto, Bagnoli Irpino                  |
| Terminio          | 1806             | Montella, Volturara Irpina, Serino          |
| Polveracchio      | 1790             | Acerno, Campagna, Senerchia,                |
| Sierro dei Cuoppi | 1683             | Senerchia                                   |
| Raiamagra         | 1667             | Bagnoli Irpino                              |
| Accellica         | 1660             | Acerno, Giffoni Valle Piana, Montella       |
| Cervarulo         | 1632             | Calabritto                                  |
| Raia della Volpe  | 1631             | Senerchia                                   |
| Mai               | 1607             | Calvanico                                   |
| Calvello          | 1579             | Caposele, Lioni, Calabritto, Bagnoli Irpino |
| Boschetiello      | 1574             | Senerchia                                   |
| Pizzo San Michele | 1567             | Solofra, Calvanico, Montoro                 |
| Sierro della Pica | 1536             | Senerchia                                   |
| Monte Croce       | 1533             | Senerchia                                   |
| Altillo           | 1430             | Calabritto                                  |